# Lycée Saint Joseph - La Salle de Lorient
Pour les articles homonymes, voir Lycée Saint-Joseph.
Le Collège-Lycées Saint-Joseph - La Salle  est un établissement français d'enseignement secondaire (général, technologique et professionnel) et supérieur (BTS), créé en 1849. Il est situé au 42, rue de Kerguestenen à Lorient. Il accueille des élèves de la sixième à la terminale et un pôle d'enseignement supérieur

## Historique
Saint Joseph-La Salle appartient au premier réseau d’enseignement au monde, le réseau Lasallien, fondé à la fin du XVIIe siècle : 1 500 établissements, 82 pays, 1,3 million d’élèves... Cette grande famille accueille en France 105 000 élèves de tous âges, dans quelque 150 établissements scolaires ou d'accueil. Ces institutions sont appelées « lasalliennes » du nom de Jean-Baptiste de-la-Salle (1651-1719), saint patron des éducateurs qui, aujourd'hui encore, inspire et associe ces éducateurs. A Lorient, l'ensemble scolaire Collège - Lycées Saint Joseph-La Salle est un établissement catholique d'enseignement, fondé en 1849 par les Frères des Ecoles Chrétiennes. Il regroupe sur un même site de 11 hectares un collège, un lycée d'enseignement général et technologique, un lycée professionnel et un pôle d’enseignement supérieur. Actuellement, des dizaines de filières d'enseignement offrent aux quelque 2 000 élèves un grand choix de formations.
- 1849 : arrivée des Frères des écoles Chrétiennes à Lorient. C’est le curé de Lorient, le chanoine Charil qui leur fait appel. Il souhaite retirer les petits lorientais du "vagabondage pour les moraliser et les instruire ". L’école des frères se situe alors rue Vauban (dans le centre de Lorient, près de la place Alsace Lorraine). Après quelques années, le travail des disciples de Jean-Baptiste de la Salle est reconnu.
- 1888 : au nom de la laïcité, les Frères sont "chassés" de leur école.
- 1889 : Les catholiques lorientais réagissent à l'expulsion des frères de leur école en 1888 et, dès 1889, un nouvel établissement, situé rue Brizeux (centre ville) est béni par l’évêque de Vannes. L’école prend le nom de St Joseph.
- 1939-1945 : Les frères sont réfugiés à Quistinic (dans la campagne lorientaise) pendant la guerre.
- 1945 : les Frères reviennent à Lorient et accueillent 237 élèves dans les baraques de la rue Duguesclin.
- 7 octobre 1958 : 1re rentrée pour 400 élèves sur le site actuel de Kerguestenen où avait été transférée l’École. Ils sont répartis en 11 classes pour suivre leurs premiers cours
- 2009 : St Joseph devient "St Joseph-La Salle"

## Classement du Lycée
En 2023, le lycée se classe 3e sur 20 au niveau départemental quant à la qualité d'enseignement, et 238e au niveau national. Le classement s'établit sur trois critères : le taux de réussite au bac, la proportion d'élèves de première qui obtient le baccalauréat en ayant fait les deux dernières années de leur scolarité dans l'établissement, et la valeur ajoutée (calculée à partir de l'origine sociale des élèves, de leur âge et de leurs résultats au diplôme national du brevet).

## Enseignement secondaire

### Lycée

Les études secondaires en France

#### Enseignement général
- Enseignements de spécialités :
  - Mathématiques
  - Physique-Chimie
  - Sciences et Vie de la Terre
  - Numérique et Sciences Informatiques
  - Sciences de l'Ingénieur
  - Sciences Economiques et Sociales
  - Histoire-Géographie, Géopolitique et Sciences Politiques
  - Humanités, Littérature et Philosophie (en convention et seulement en 1ère)
  - Langues, Littérature et Civilisations Etrangères (ouverture 2021/2022)
  - Anglais Monde Contemporain (ouverture 2023/2024)

#### Enseignement technologique
- Filière sciences et technologies industrielles : prépare au baccalauréat STI2D (Baccalauréat sciences et technologies de l'industrie et du développement durable) dans les spécialités :
  - architecture et construction
  - énergies et environnement
  - innovation technologique et éco-conception
  - système d’information et numérique

#### Enseignement professionnel
- Filière professionnelle : prépare au CAP (Certificat d'aptitude professionnelle) dans les spécialités suivantes :
  - CAP Conducteur d'installation de production
  - CAP Préparation et réalisation d'ouvrages électriques
  - CAP Installateur thermique
  - CAP Installateur sanitaire
- Filière professionnelle : prépare au baccalauréat Pro dans les spécialités suivantes :
  - Bac Pro Accueil, Relations, Clients, Usagers
  - Bac Pro Commerce
  - Bac Pro Métiers de l'électricité et de ses environnements connectés
  - Bac Pro Maintenance des équipements industriels
  - Bac Pro Technicien du froid et conditionnement d'air
  - Bac Pro Technicien en installation des systèmes énergétiques et climatiques
  - Bac Pro Technicien d'usinage
  - Bac Pro Métiers de la sécurité

## Enseignement supérieur

Les études supérieures en France

### Classes de BTS (Brevet de technicien supérieur) (Bac+2)
Trois BTS (Brevet de technicien supérieur) sont organisés :
- BTS Systèmes Numériques (SN) : option Informatique et réseaux (ex-BTS IRIS (informatique et réseaux pour l'industrie et les services techniques))
- BTS Fluides énergies environnements (FEE) - option B : Génie Climatique
- BTS Fluides énergies environnements (FEE) - option C : Génie Frigorifique

### Classes de Licence professionnelle (Bac+3)
- Licence Pro Energies et Génie Climatique - spécialité : Gestionnaire Energies

### Classes préparatoires aux grandes écoles
Les Classes préparatoires aux grandes écoles (CPGE) sont des formations du premier cycle de l'enseignement supérieur implantées dans les lycées.
Classes préparatoires scientifiques
Plusieurs classes préparatoires existent :
- classes de première année (dites de Mathématiques Supérieures ou Math Sup) : TSI (Technologie et sciences industrielles).
- classes de deuxième année (Mathématiques Spéciales ou Math Spé) : TSI (Technologie et sciences industrielles).

Classement des classes préparatoires

## Personnalités liées

### Enseignants
- Jean-Luc Van Den Heede (alias VDH) navigateur et chanteur, ancien professeur de mathématiques au Lycée Saint-Joseph - La Salle